# Кемпбелтон
Кемпбелтон (англ. Campbellton) — містечко в Канаді, у провінції Ньюфаундленд і Лабрадор.

## Населення
За даними перепису 2016 року, містечко нараховувало 452 особи, показавши скорочення на 13,1%, порівняно з 2011-м роком. Середня густина населення становила 12,7 осіб/км².
З офіційних мов обидвома одночасно володіли 10 жителів, тільки англійською — 440.
Працездатне населення становило 51,1% усього населення, рівень безробіття — 27,7% (33,3% серед чоловіків та 21,7% серед жінок). 91,5% осіб були найманими працівниками, а 8,5% — самозайнятими.
Середній дохід на особу становив $37 155 (медіана $24 064), при цьому для чоловіків — $52 238, а для жінок $21 850 (медіани — $35 584 та $19 264 відповідно).
26,4% мешканців мали закінчену шкільну освіту, не мали закінченої шкільної освіти — 25,3%, 49,5% мали післяшкільну освіту, з яких 8,9% мали диплом бакалавра, або вищий.
| Статево-вікова структура населення | Статево-вікова структура населення | Статево-вікова структура населення | Статево-вікова структура населення | Статево-вікова структура населення |
| ---------------------------------- | ---------------------------------- | ---------------------------------- | ---------------------------------- | ---------------------------------- |
|                                    |                                    |                                    |                                    |                                    |
| Всього                             | Всього                             | 48,9%51,1%                         |                                    |                                    |
| 0 — 14 років                       | 0 — 14 років                       |                                    | 8,7%                               | 8,7%                               |
| 15 — 64 років                      | 15 — 64 років                      |                                    | 65,2%                              | 65,2%                              |
| 65 і більше                        | 65 і більше                        |                                    | 26,1%                              | 26,1%                              |
| 85 і більше                        | 85 і більше                        |                                    | 2,2%                               | 2,2%                               |
| Середній вік (років)               | Середній вік (років)               | 50,550,1                           | 50,3                               | 50,3                               |
| Медіана (років)                    | Медіана (років)                    | 55,454,4                           | 54,8                               | 54,8                               |
| — чоловіки — жінки                 |                                    |                                    |                                    |                                    |

| Походження мешканців:     | Походження мешканців:     | Походження мешканців: | Походження мешканців: | Походження мешканців: |
| ------------------------- | ------------------------- | --------------------- | --------------------- | --------------------- |
| Походження                |                           |                       | осіб                  | %                     |
| Корінні американці        | Корінні американці        |                       | 0                     | 0%                    |
| Інше північноамериканське | Інше північноамериканське |                       | 280                   | 54.37%                |
| Європейське               | Європейське               |                       | 300                   | 58.25%                |
| британське                | британське                |                       | 295                   | 57.28%                |
| французьке                | французьке                |                       | 15                    | 2.91%                 |
| Азійське                  | Азійське                  |                       | 10                    | 1.94%                 |

| Зайнятість населення за галузями (за класифікацією NOC): | Зайнятість населення за галузями (за класифікацією NOC): | Зайнятість населення за галузями (за класифікацією NOC): | Зайнятість населення за галузями (за класифікацією NOC): | Зайнятість населення за галузями (за класифікацією NOC): |
| -------------------------------------------------------- | -------------------------------------------------------- | -------------------------------------------------------- | -------------------------------------------------------- | -------------------------------------------------------- |
|                                                          |                                                          |                                                          |                                                          |                                                          |
| Управління                                               | Управління                                               |                                                          | 6,4%                                                     | 6,4%                                                     |
| Бізнес, фінанси та адміністрування                       | Бізнес, фінанси та адміністрування                       |                                                          | 10,6%                                                    | 10,6%                                                    |
| Природничі та прикладні науки                            | Природничі та прикладні науки                            |                                                          | 8,5%                                                     | 8,5%                                                     |
| Охорона здоров'я                                         | Охорона здоров'я                                         |                                                          | 10,6%                                                    | 10,6%                                                    |
| Освіта, правозахист, муніципальні та урядові служби      | Освіта, правозахист, муніципальні та урядові служби      |                                                          | 10,6%                                                    | 10,6%                                                    |
| Роздрібна торгівля та послуги                            | Роздрібна торгівля та послуги                            |                                                          | 17%                                                      | 17%                                                      |
| Гуртова торгівля, транспорт та обладнання                | Гуртова торгівля, транспорт та обладнання                |                                                          | 31,9%                                                    | 31,9%                                                    |
| Природні ресурси, сільське господарство                  | Природні ресурси, сільське господарство                  |                                                          | 4,3%                                                     | 4,3%                                                     |

## Клімат
Середня річна температура становить 4°C, середня максимальна – 19,9°C, а середня мінімальна – -13,4°C. Середня річна кількість опадів – 1 126 мм.
| Клімат поселення                              | Клімат поселення | Клімат поселення | Клімат поселення | Клімат поселення | Клімат поселення | Клімат поселення | Клімат поселення | Клімат поселення | Клімат поселення | Клімат поселення | Клімат поселення | Клімат поселення | Клімат поселення |
| Показник                                      | Січ.             | Лют.             | Бер.             | Квіт.            | Трав.            | Черв.            | Лип.             | Серп.            | Вер.             | Жовт.            | Лист.            | Груд.            |                  |
| Середній максимум, °C                         | −2,18            | −2,57            | 1,50             | 7,03             | 12,14            | 16,99            | 19,91            | 19,48            | 15,09            | 9,81             | 5,07             | −0,56            |                  |
| Середня температура, °C                       | −7,61            | −8,01            | −3,92            | 1,58             | 6,71             | 11,56            | 16,46            | 16,03            | 11,65            | 6,36             | 1,61             | −4,02            |                  |
| Середній мінімум, °C                          | −13,04           | −13,43           | −9,36            | −3,86            | 1,29             | 6,13             | 13,03            | 12,57            | 8,19             | 2,90             | −1,83            | −7,47            |                  |
| Норма опадів, мм                              | 97               | 90               | 93               | 83               | 84               | 85               | 85               | 104              | 100              | 107              | 100              | 98               |                  |
| Середньомісячна швидкість вітру, м/с          | 6.57             | 6.23             | 6.06             | 5.63             | 5.17             | 4.89             | 4.56             | 4.67             | 5.19             | 5.74             | 6.29             | 6.63             |                  |
| Середньомісячна сонячна радіація, кДж/м²·день | 3659             | 6635             | 10669            | 14267            | 17264            | 19013            | 18787            | 15713            | 11562            | 6809             | 3830             | 2774             |                  |
| --------------------------------------------- | ---------------- | ---------------- | ---------------- | ---------------- | ---------------- | ---------------- | ---------------- | ---------------- | ---------------- | ---------------- | ---------------- | ---------------- | ---------------- |
| Джерело:                                      |                  |                  |                  |                  |                  |                  |                  |                  |                  |                  |                  |                  |                  |